# 紫荆白粉菌
紫荆白粉菌（学名：Erysiphe cercidis）是属于白粉菌目白粉菌科白粉菌属的一种真菌，寄生在紫荆上。该种分布于中国。